# Biacore
Le Biacore est le nom commercial d'un appareil permettant de mesurer les interactions protéine/protéine ou protéine/ligand et les constantes d'affinité. 
Cette technologie repose sur la SPR (surface plasmon resonance).

## Détail du montage
La protéine dite ligand est liée sur une puce composée d'une couche de dextran posée sur une feuille d'or, elle-même posée sur une plaque de verre. Cette couche est prise en sandwich entre une cellule de microfluidique et un prisme.
On fait passer l'autre protéine dans la cellule de microfluidique et on analyse l'interaction via le signal SPR.

## Principe de la détection
Un faisceau de lumière monochromatique polarisée illumine une interface de verre située entre deux milieux dotés d'indice de réfraction différents, étant donné que l'angle d'incidence est supérieur à l'angle limite (qui est égal à arcsin(n2/n1)), toute la lumière est réfléchie, c'est ce que l'on nomme un phénomène de réflexion interne totale. Il n'y a alors pas de réfraction mais une composante électromagnétique de la lumière, l'onde évanescente se propage sur une distance équivalente à sa propre longueur d'onde, perpendiculairement à l'interface. 
Au niveau de la feuille d'or localisée à l'interface entre les 2 milieux on observe une résonance entre les plasmons de l'or et l'onde évanescente ce qui se traduit par une perte d'énergie lumineuse au niveau du faisceau réfléchi au niveau d'un angle précis que l'on nomme angle de résonance. Cet angle est sensible à l'indice de réfraction du milieu dans lequel l'onde évanescente se propage. 
Une mesure en continu des variations de l'angle réfraction est effectuée à l'aide d'un micro-réfractomètre produisant un sensorgramme qui permet de suivre en temps réel la fixation des molécules injectées dans la cellule de microfluidique. Le signal de résonance est exprimé en unité de résonance (RU) et rend compte de ce qui est présent à un moment donné dans la cellule de microfluidique.

## Déroulement de la mesure
- Fixation de la protéine ligand
- Début injection de l'autre protéine : cette phase d'association donne accès à kon. Le signal de résonance augmente.
- Fin de l'injection de l'autre protéine : quand on arrive au plateau. Débute alors la phase de dissociation qui donne accès au koff.
- Régénération : dissociation rapide de l'autre protéine grâce à un agent physique ou chimique.

## Intérêt
- Permet de mesurer les variations de vitesses d'association/dissociation entre deux protéines et de connaître leurs constantes respectives (Kassociation et Kdissociation)